# Henryk Peak
Der Henryk Peak ist ein Berg an der Danco-Küste des Grahamlands im Norden der Antarktischen Halbinsel. Er ragt auf der Arctowski-Halbinsel auf.
Polnische Wissenschaftler benannten ihn 1999 nach dem polnischen Polarforscher Henryk Arctowski (1871–1958).